# Pedomyia xanthocera
Pedomyia xanthocera là một loài ruồi trong họ Asilidae. Pedomyia xanthocera được Londt miêu tả năm 1994. Loài này phân bố ở vùng nhiệt đới châu Phi.